# بریو (اعراب)
بریو (به انگلیسی: Breve) علامتی است به شکل ˘ یا نیمهٔ پایینی یک دایره و با شباهت ظاهری به هفتک.
ĕŭĭŏăğ
ĔŬĬŎĂĞ

## کاربردها
بریو بر عکس ماکرون نشان‌دهندهٔ واکه‌های کوتاه است. این کارکرد در رساله‌های مربوط به زبان یونانی باستان، لاتینی و طوارقی و چند زبان دیگر رعایت می‌شود.
- در الفبای سیریلیک، بریو در Й مورد استفاده‌است. همچنین در بلاروسی Ў.
- در زبان اسپرانتو بریو بر روی U نشان‌دهندهٔ نیم‌واکه‌ای با صدای همانند w در انگلیسی می‌باشد.
- Ḫ در نویسه‌گردانی عربی به لاتین برابر با خ است.
- در نقشه‌های آلمانی، b͝g- کوتاه‌شدهٔ burg- است.